# Nicolás Peric
Nicolás Miroslav Peric Villarreal (ur. 19 października 1978 w Talce) – chilijski piłkarz występujący na pozycji bramkarza. Zawodnik klubu Cobreloa.

## Kariera klubowa
Peric zawodową karierę rozpoczynał w 1998 roku w zespole CSD Rangers. Jego barwy reprezentował przez 6 sezonów. W 2004 roku odszedł do Universidadu de Concepción, a w 2005 roku trafił do Uniónu Española. W tym samym roku zdobył z nim mistrzostwo fazy Apertura. W 2006 roku został z kolei graczem ekipy Audax Italiano, w której grał przez 2 sezony.
Na początku 2008 roku Peric podpisał kontrakt z tureckim Gençlerbirliği SK. W Süper Lig zadebiutował 28 stycznia 2008 roku w przegranym 1:2 pojedynku z Bursasporem. Przez rok w barwach Gençlerbirliği rozegrał 15 spotkań. W 2009 roku wrócił do Chile, gdzie został graczem Evertonu Viña del Mar. Jeszcze w tym samym roku odszedł do argentyńskiego Argentinos Juniors. W Primera División Argentina zadebiutował 25 września 2009 roku w wygranym 4:2 pojedynku z Godoy Cruz. W Argentinos Juniors spędził rok.
W 2010 roku Peric przeszedł do paragwajskiego Club Olimpia. W Primera División Paraguaya zadebiutował 18 lipca 2010 roku w wygranym 3:0 spotkaniu ze Sport Colombia. W Club Olimpia grał do końca sezonu 2010. W 2011 roku został graczem chilijskiego Cobreloa. Ligowy debiut zaliczył tam 31 stycznia 2011 roku w wygranym 2:0 meczu rozgrywek Primera División de Chile przeciwko Uniónowi Española.

## Kariera reprezentacyjna
W reprezentacji Chile Peric zadebiutował 31 marca 2003 roku w wygranym 2:0 towarzyskim meczu z Peru. W 2007 roku został powołany do kadry na Copa América. Na tamtym turnieju, zakończonym przez Chile na fazie grupowej, nie zagrał jednak ani razu.